# Kostel Panny Marie na Slovanech
Kostel Panny Marie, svatého Jeronýma, Cyrila a Metoděje, Vojtěcha a Prokopa je kostel Emauzského kláštera (zvaného též Emauzy či klášter Na Slovanech) ve Vyšehradské ulici v Praze 2, při jižním okraji Nového Města pražského. Trojlodní halový kostel v gotickém slohu byl vybudován Karlem IV. pro komunitu benediktinů slovanské liturgie. Průčelí kostela je dnes charakteristické originálním betonovým věžovitým zakončením, které nahradilo západní dvouvěží zničené při bombardování v roce 1945. Kostel je součástí památkově chráněného areálu gotického kláštera, který byl v roce 1978 prohlášen národní kulturní památkou.

## Historie

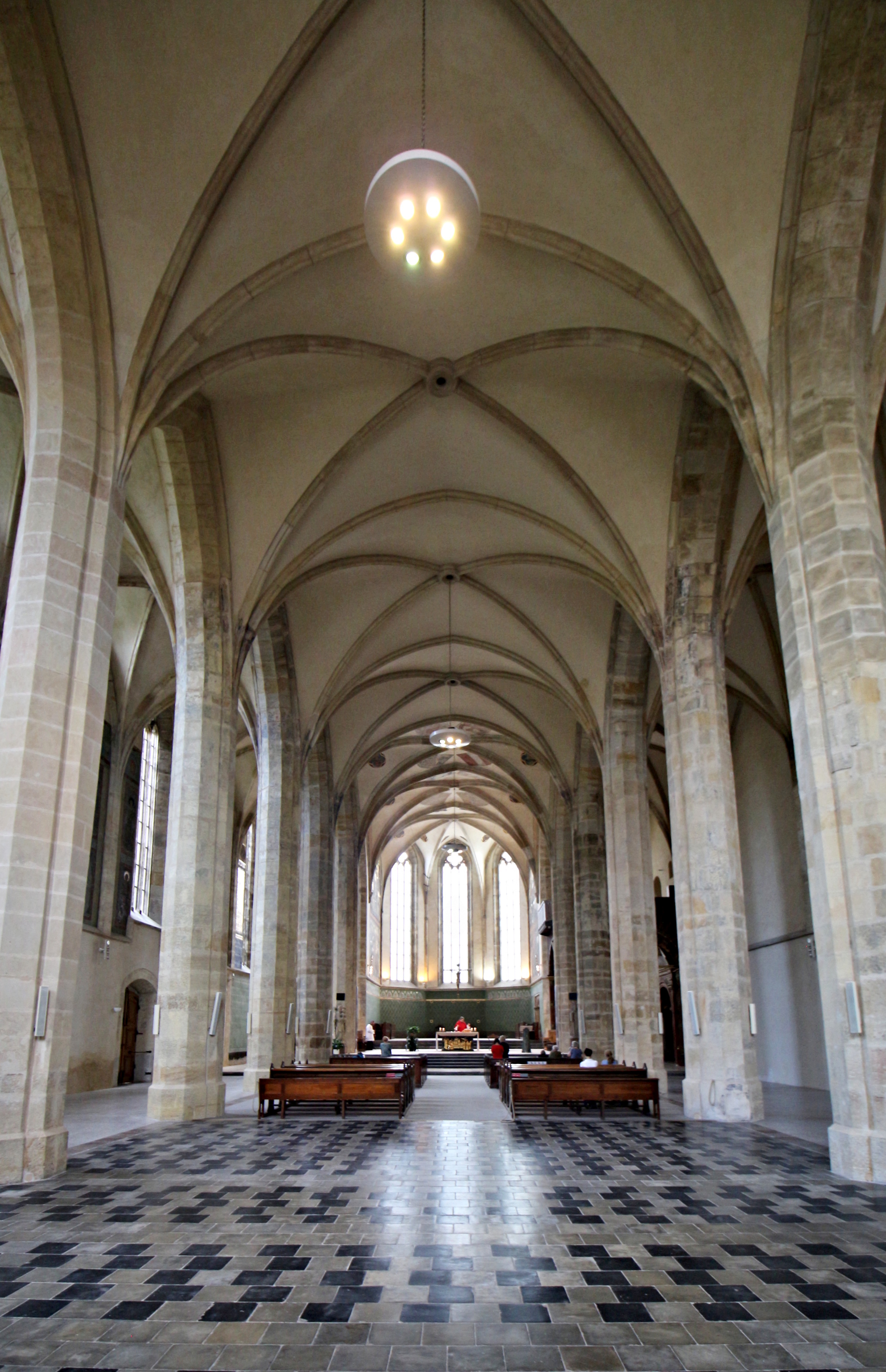
Interiér kostela Panny Marie na Slovanech

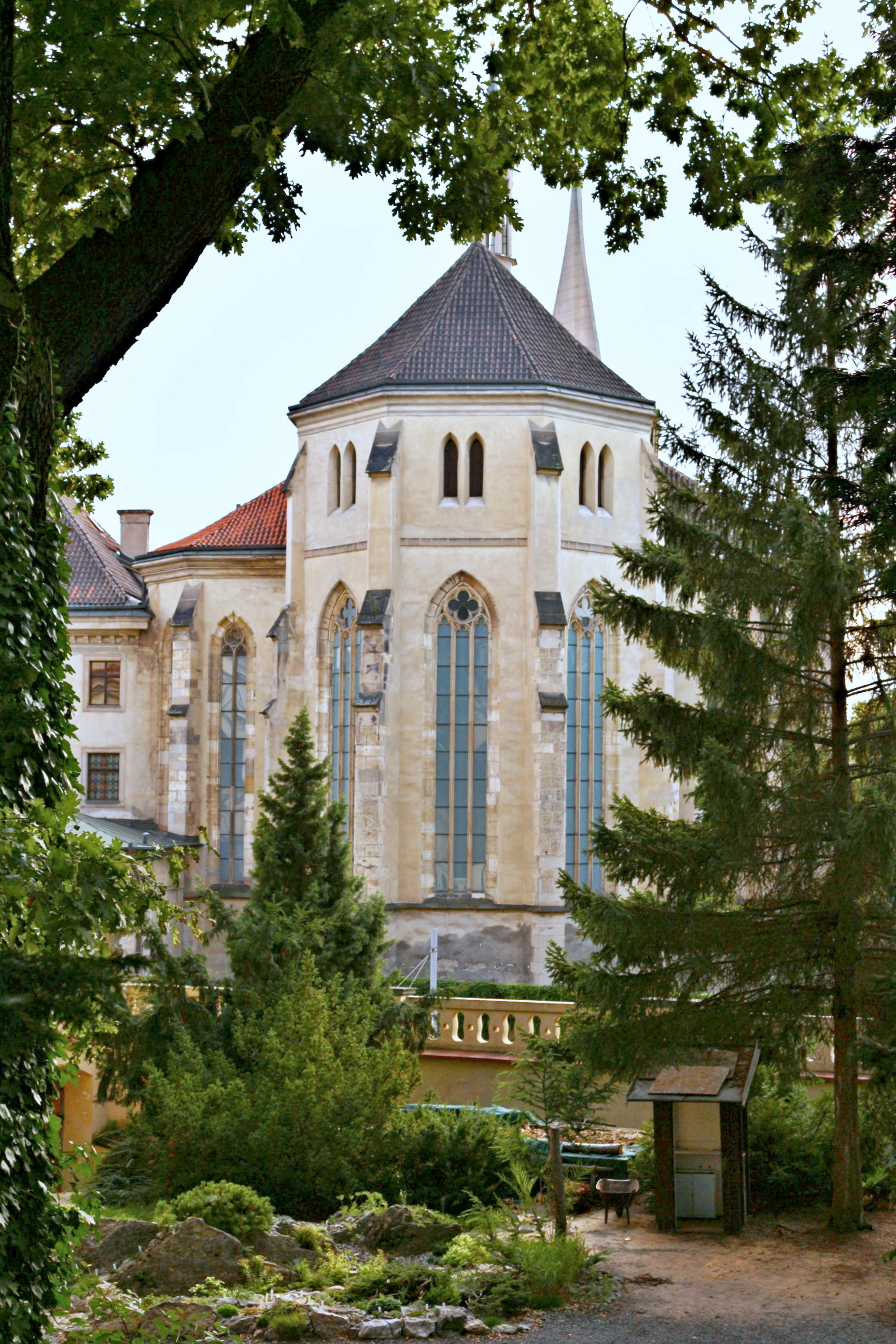
Závěr kostela Panny Marie Na Slovanech. Pohled od protějšího kostela sv. Jana Nepomuckého na Skalce

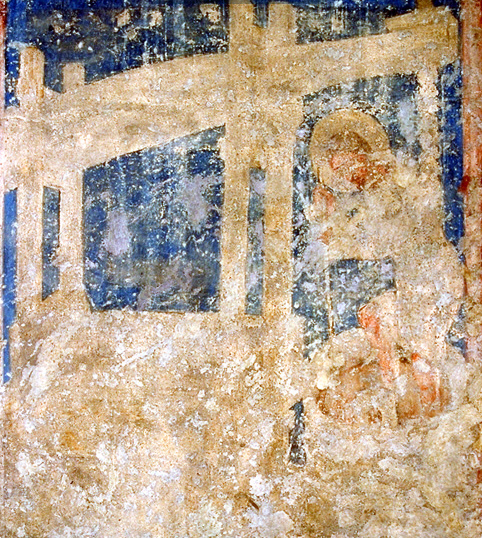
Klášter na Slovanech, gotická freska

### Založení kláštera s kostelem
Benediktinský klášter se slovanskou liturgií (odtud „Na Slovanech“) založil císař Karel IV. v roce 1347 a uvedl do Prahy chorvatské mnichy (zvané hlaholáše či glagolity) z opatství Tkon na ostrově Pašman u Zadaru. Roku 1372 byl současný kostel vysvěcen za účasti císaře, mladého Václava IV. a mnoha dalších hodnostářů. Stalo se to na Pondělí Velikonoční, kdy se čte evangelium o Ježíšově cestě do Emaus, odtud pochází označení Emauzy. Halový kostel s mohutnou střechou a štíhlým sanktusníkem byl jednou z dominant tehdejší Prahy.

### Španělští mniši
Roku 1636 přišli do kláštera španělští mniši z montserratského kláštera. Ti v roce 1640 nahradili původní širokou polovalbovou střechu s velkým štítem trojdílnou střechou, přestavěli západní konec lodi a přistavěli dvě věže. Průčelí s věžemi bylo dokončeno v letech 1712 až 1723 pořízen nový hlavní oltář.

### Němečtí mniši
Roku 1880 nabídl pražský arcibiskup Bedřich Josef kardinál Schwarzenberg klášter jako útulek přísné německé kongregaci z Beuronu, kteří byli nuceni opustit Německo v období tzv. „církevního boje“ kancléře Bismarcka vedeného proti Římu. Beuronští mniši klášter regotizovali, odstranili barokní zařízení i malby. Báně na věžích nahradili ostrými jehlany. Kostel i klášter byl vymalován v historizujícím „beuronském“ slohu.

### 20. století
Od roku 1919 klášter převzali čeští benediktini. Při spojeneckém bombardování 14. února 1945 byl kostel i klášter těžce poškozen. Klenba kostela i obě věže se zřítily a také klášterní budova s gotickými freskami v křížové chodbě byla silně poškozena. Rekonstrukci komplikovala dlouhá diskuse o tom, která z historických podob kostela má být obnovena. Opravy se táhly až do roku 1968, kdy bylo západní průčelí nahrazeno betonovými křídly podle návrhu F. M. Černého. Tento neobvyklý tvar připomíná jak dvě barokní věže, v roce 1890 novogoticky upravené, tak také vysoký štít předchozí středověké střechy bez věží, jak je zachycen na starších vedutách Prahy.

### Po roce 1989
Roku 1991 byla obnovena malá komunita benediktinů, která kostel spravuje.

## Popis
Trojlodní halový kostel s trojím polygonálním závěrem, vnějšími opěráky a moderním betonovým západním průčelím. Boční lodi mají stejnou výšku, ale jsou výrazně užší než loď hlavní. Mají sedm polí křížových kleneb, presbytář není oddělen vítězným obloukem ani stupněm v podlaze. Žebra klenby vybíhají přímo z osmibokých sloupů bez hlavic, kdežto v presbytáři sbíhají jako pruty až k podlaze. Zařízení bylo téměř úplně zničeno, takže prostor působí strohou monumentalitou. V kostele je několik zajímavých náhrobků ze 16.–18. století.

## Zajímavost

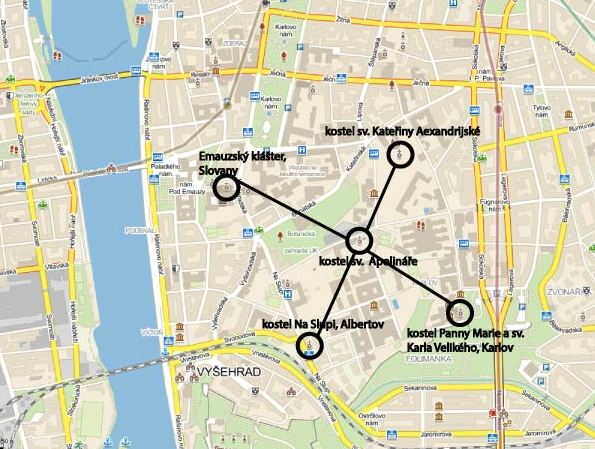
Kříž kostelů

Pět novoměstských kostelů, založených Karlem IV. tvoří pravidelný kříž. Severo-jižní rameno tvoří spojnice kostelů sv. Kateřiny a Kostel Zvěstování Panny Marie Na slupi, západo-východní rameno Kostel Nanebevzetí Panny Marie a svatého Karla Velikého a kostel Panny Marie na Slovanech, ramena se protínají v kostele sv. Apolináře.

## Galerie

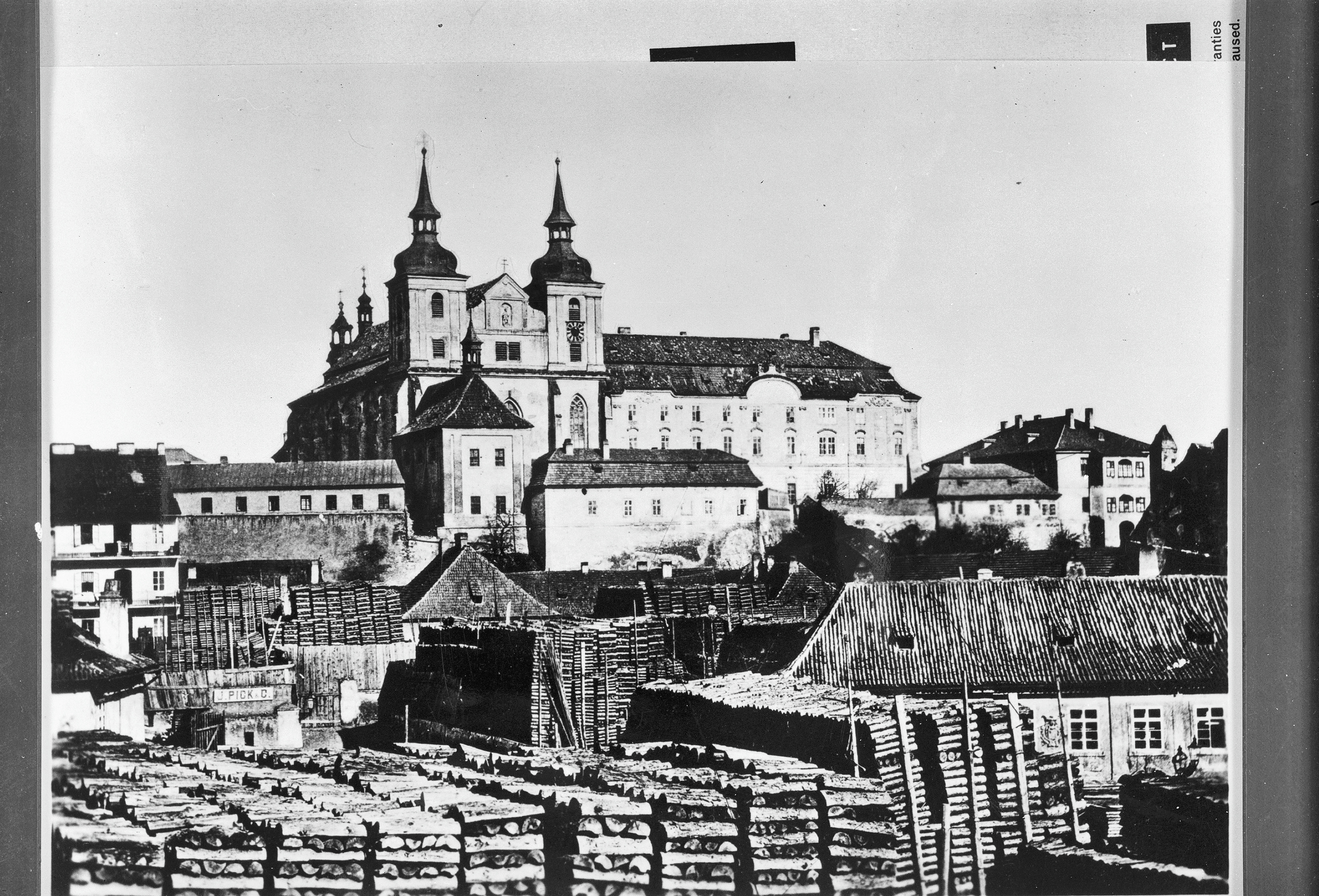
Barokní podoba kláštera
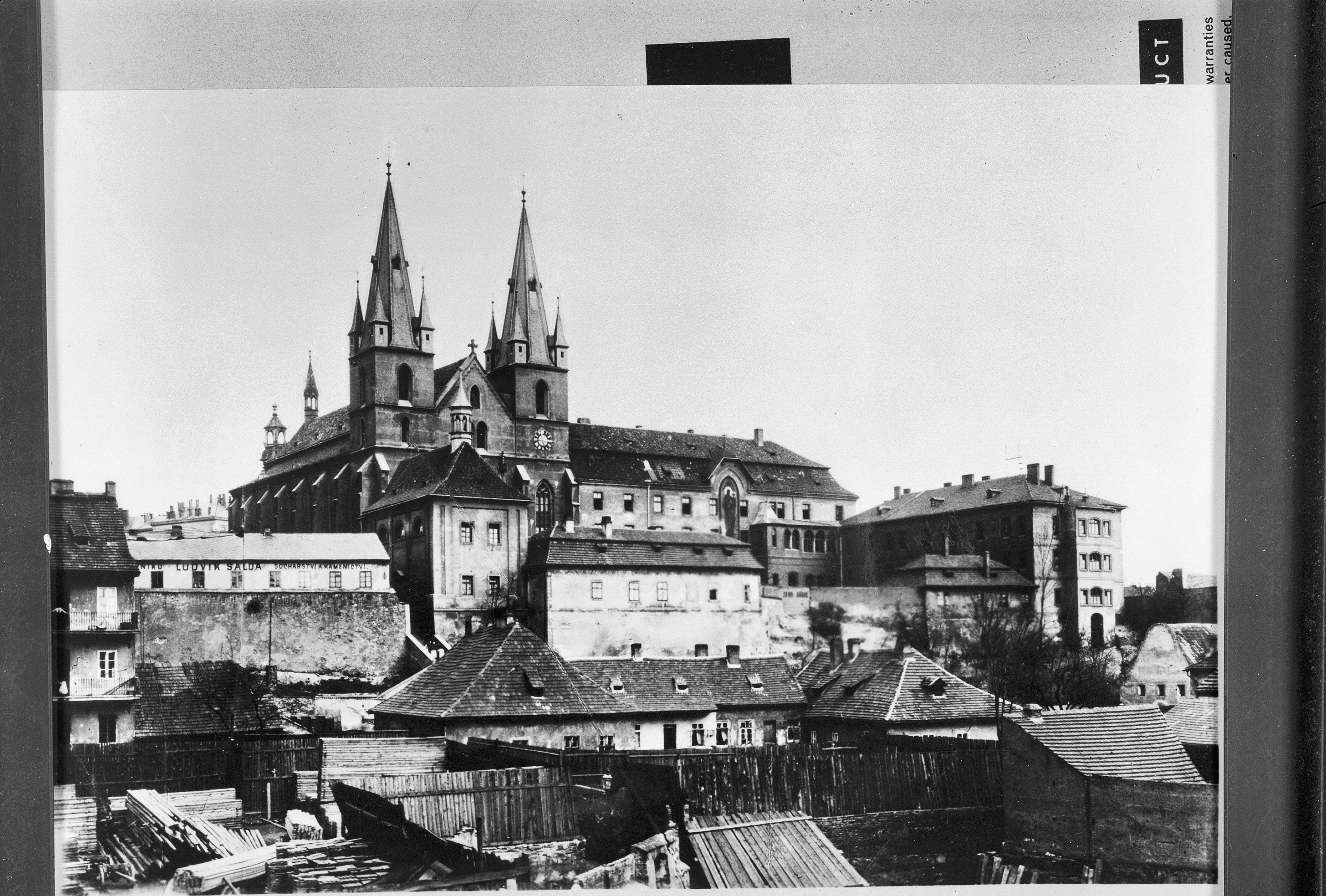
Novogotická podoba kláštera
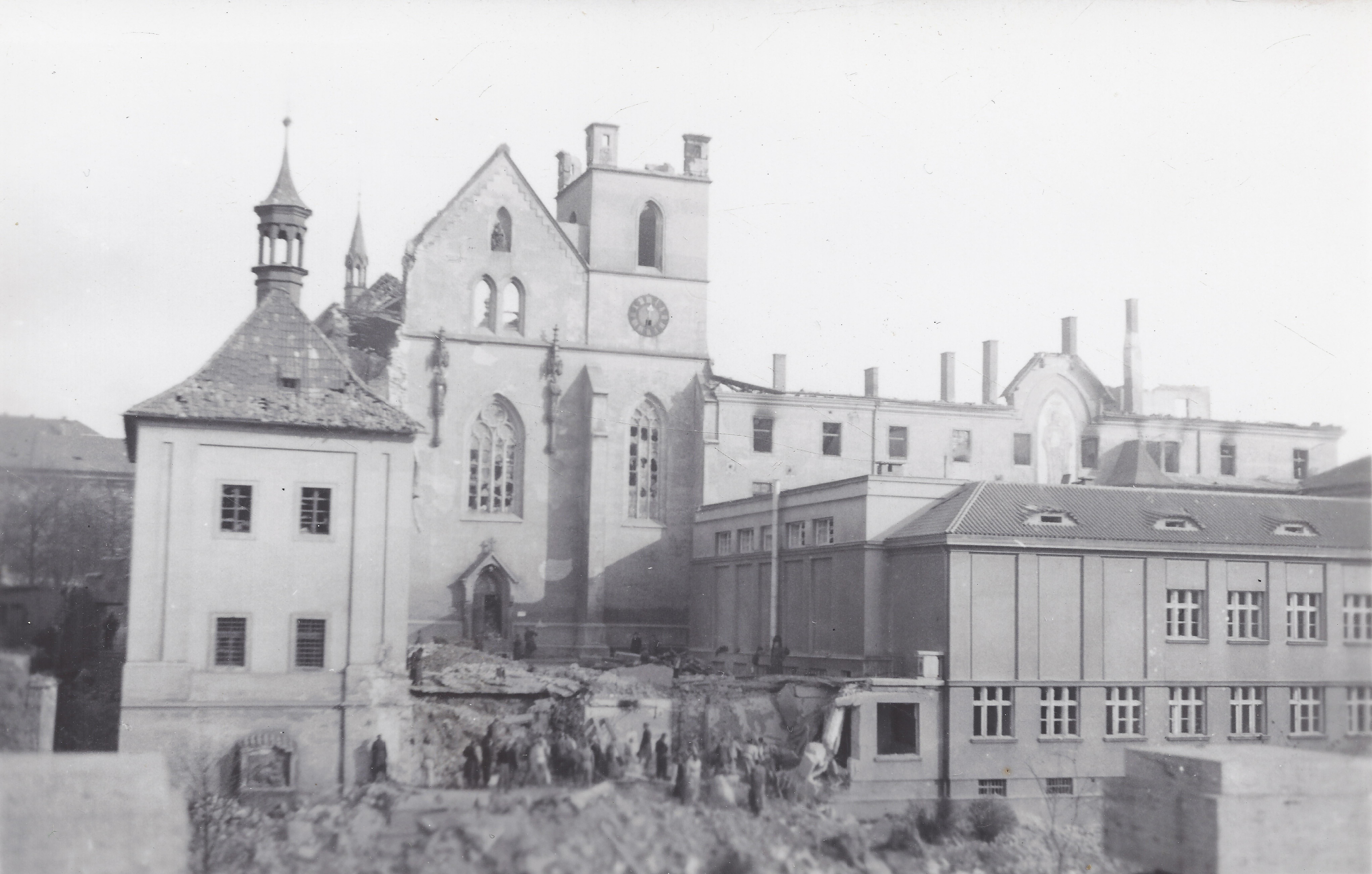
Klášter po náletu v roce 1945
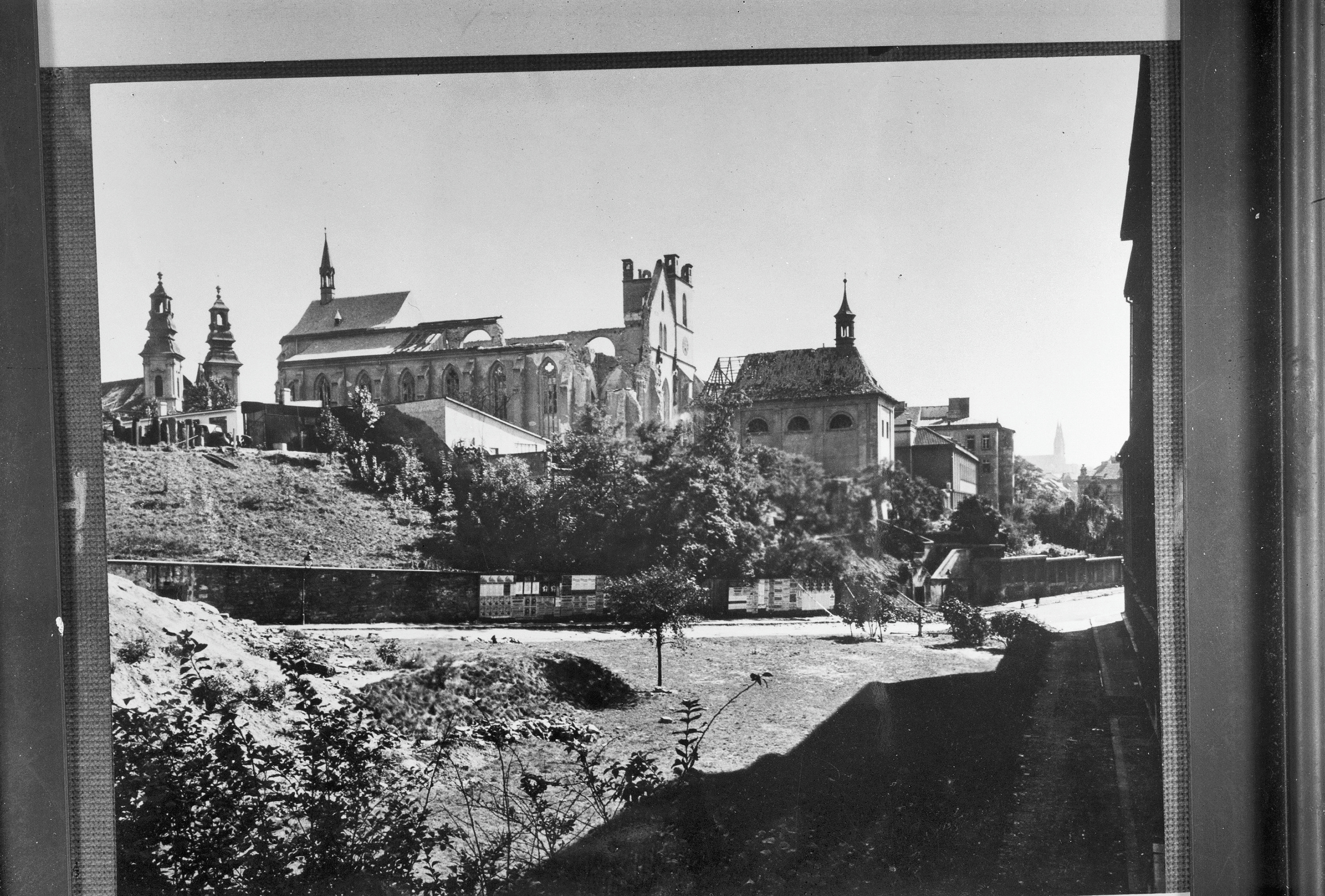
Klášter po náletu v roce 1945
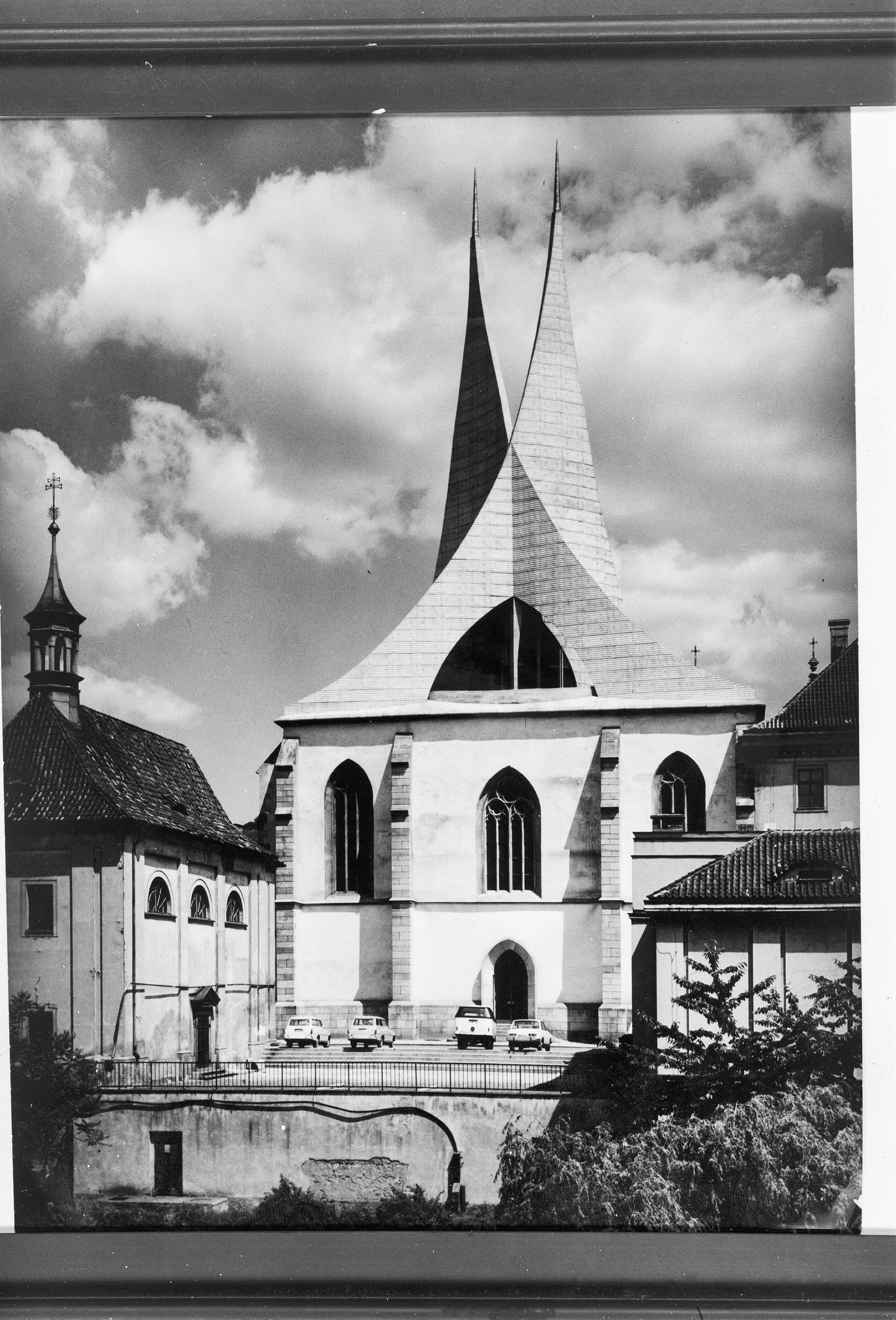
Fotografie Emauz v 70. letech 20. století
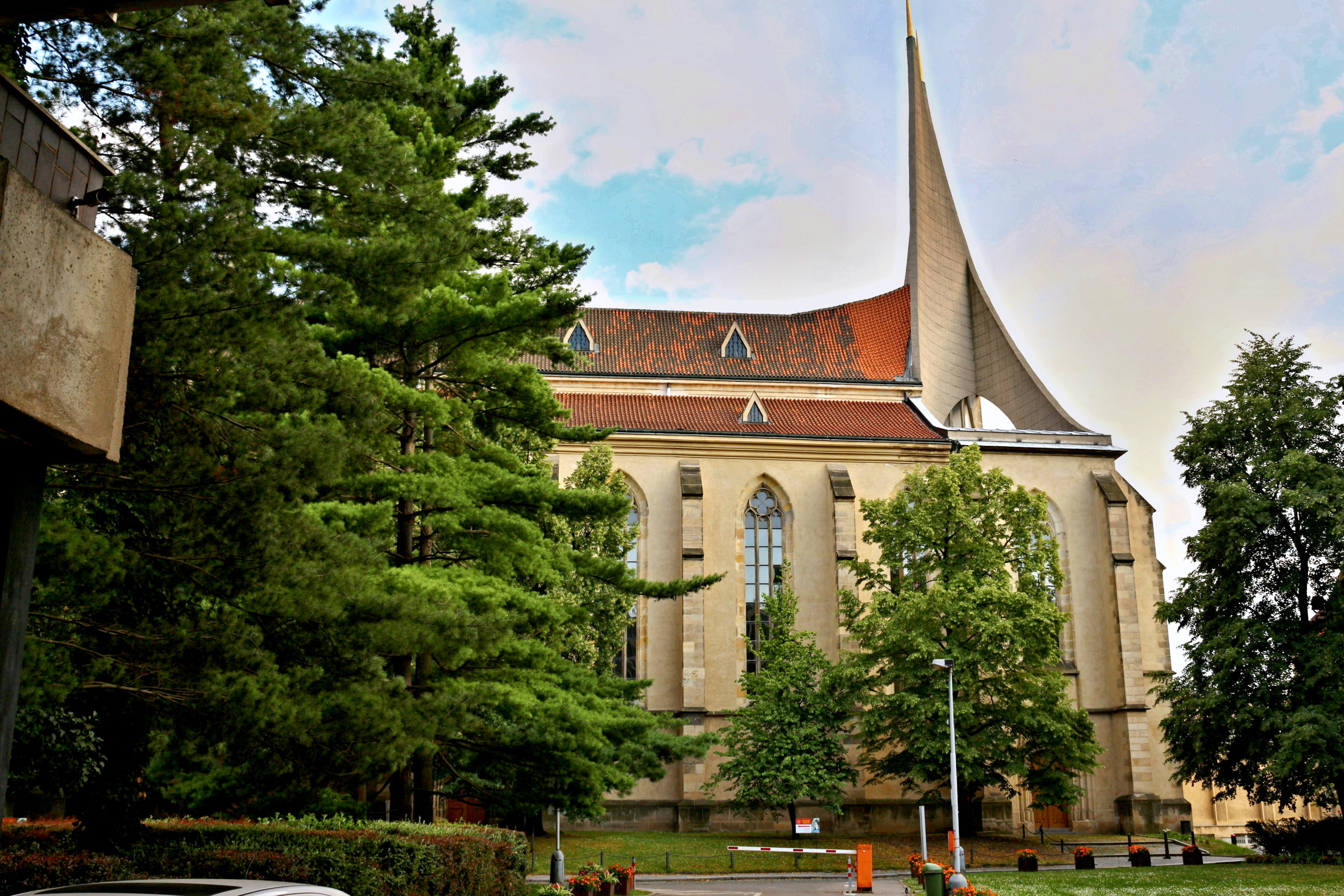
Loď kostela
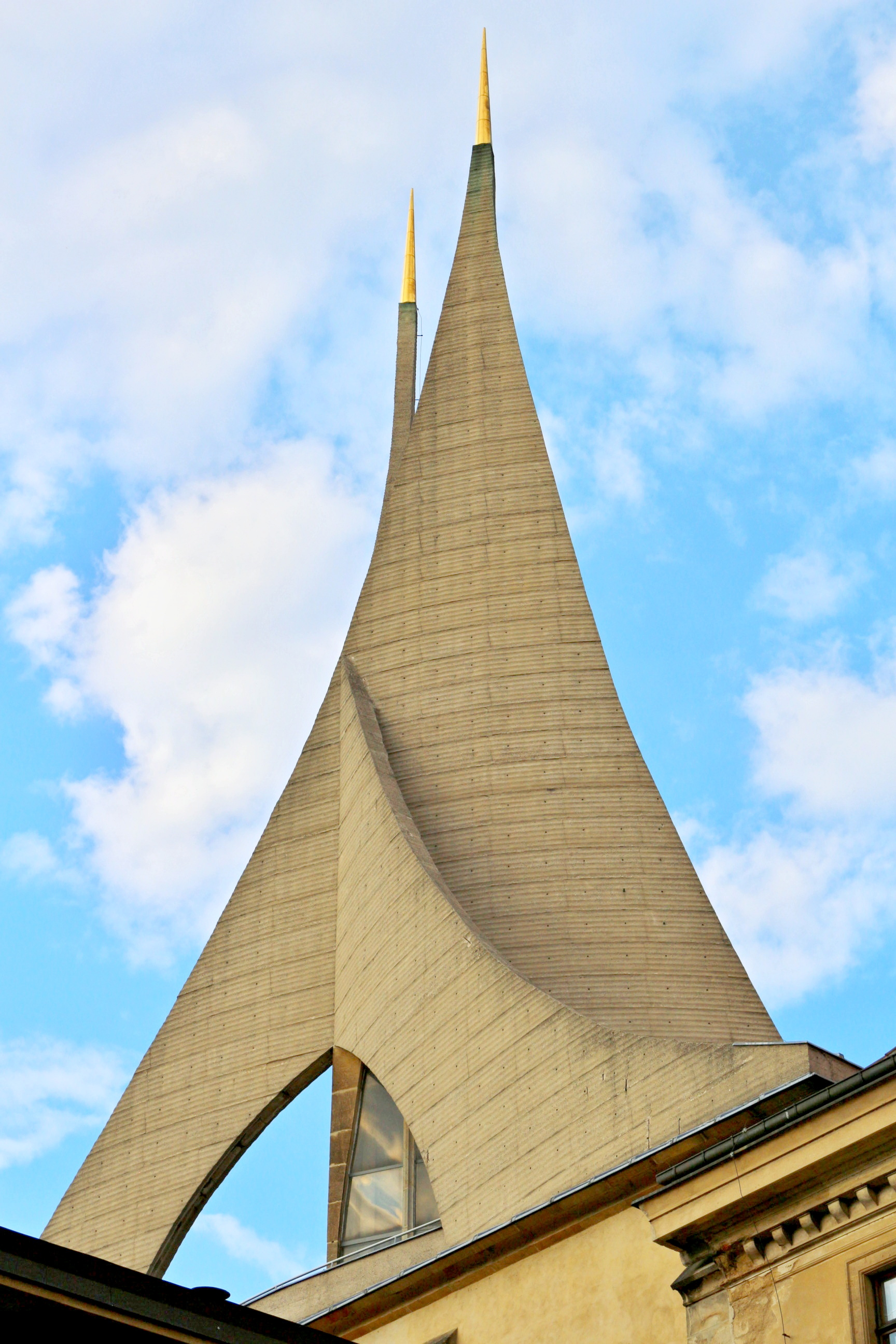
Detail věží
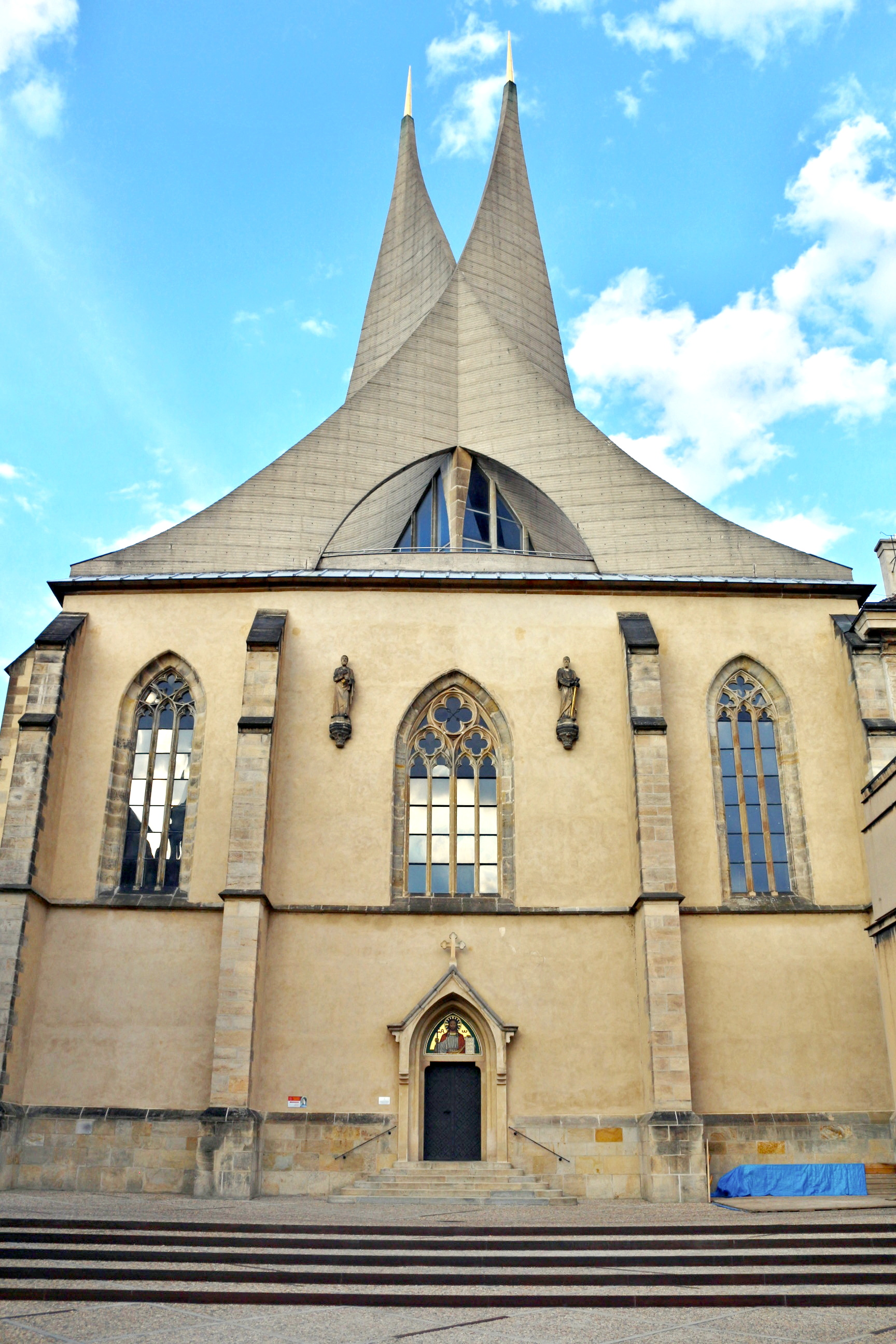
Portál kostela
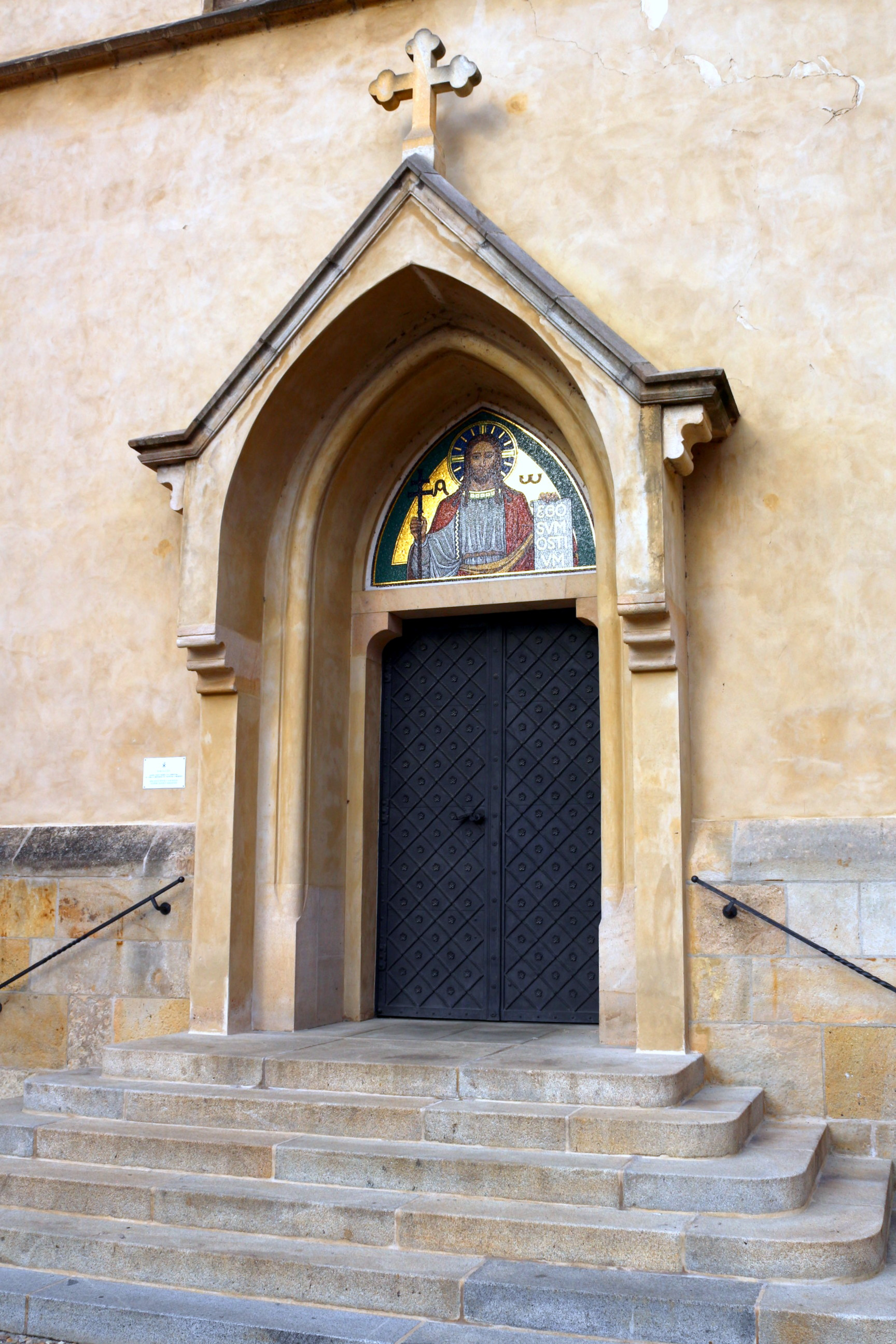
Portál kostela
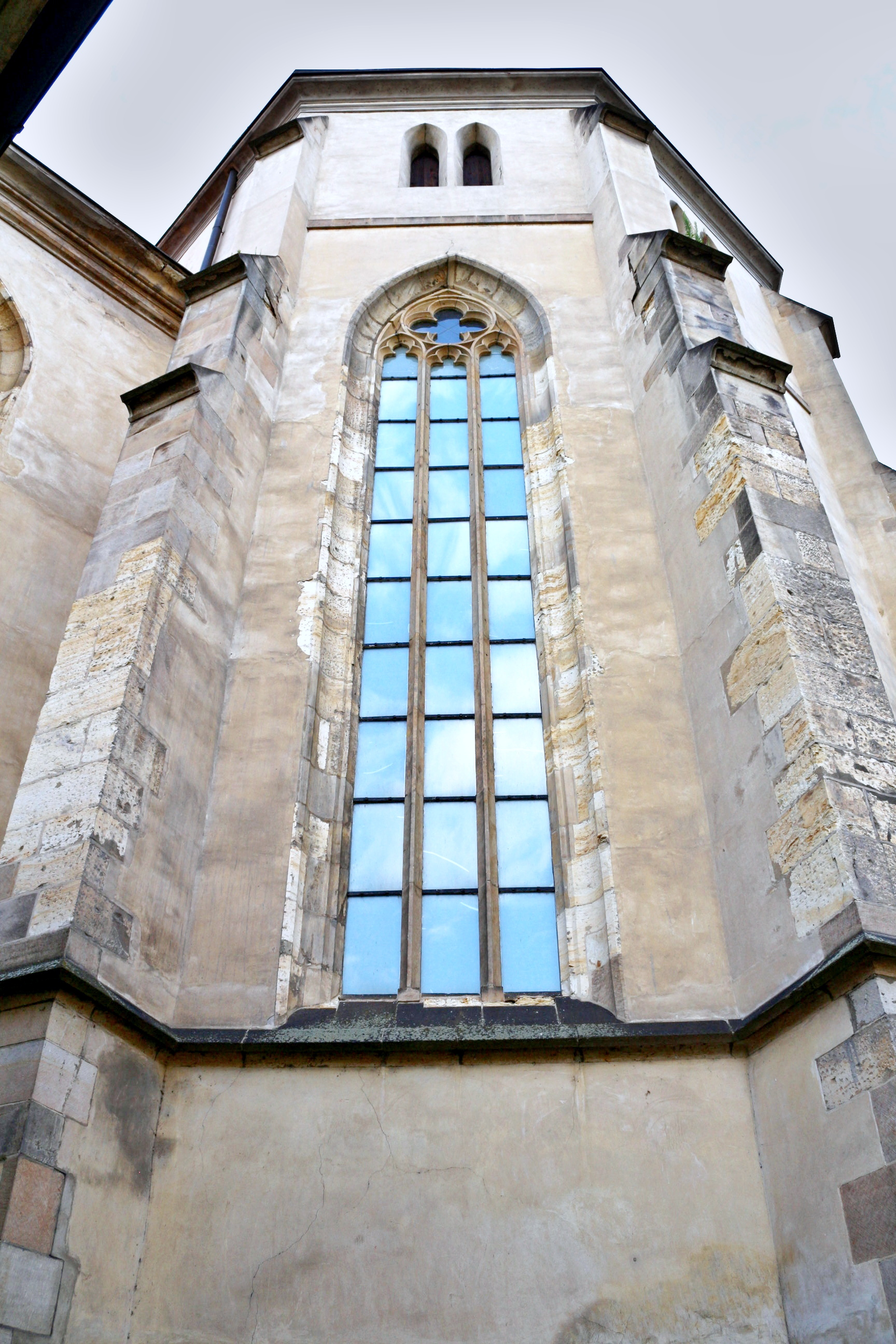
Detail gotického okna v závěru kostela
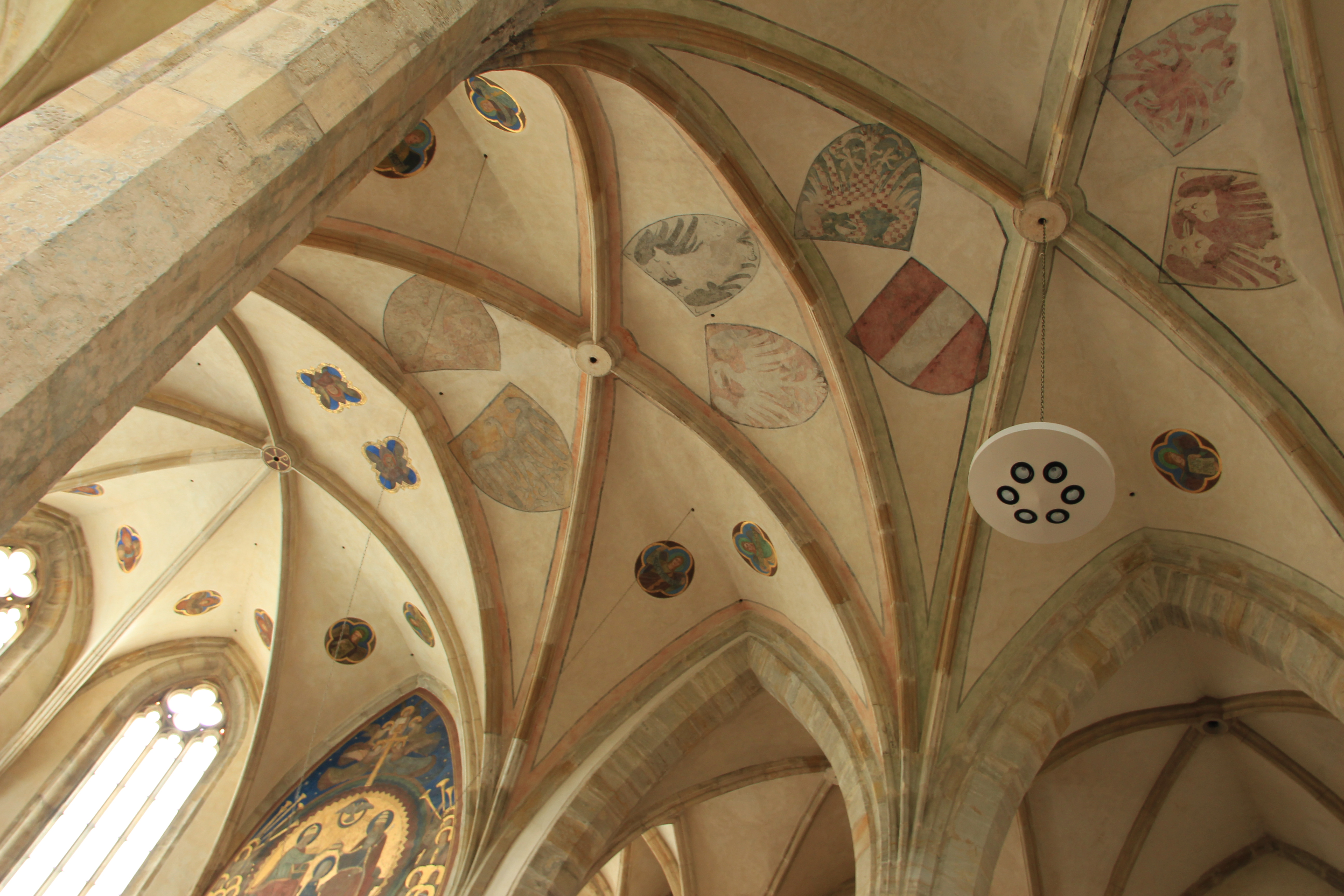
Klenba kostela
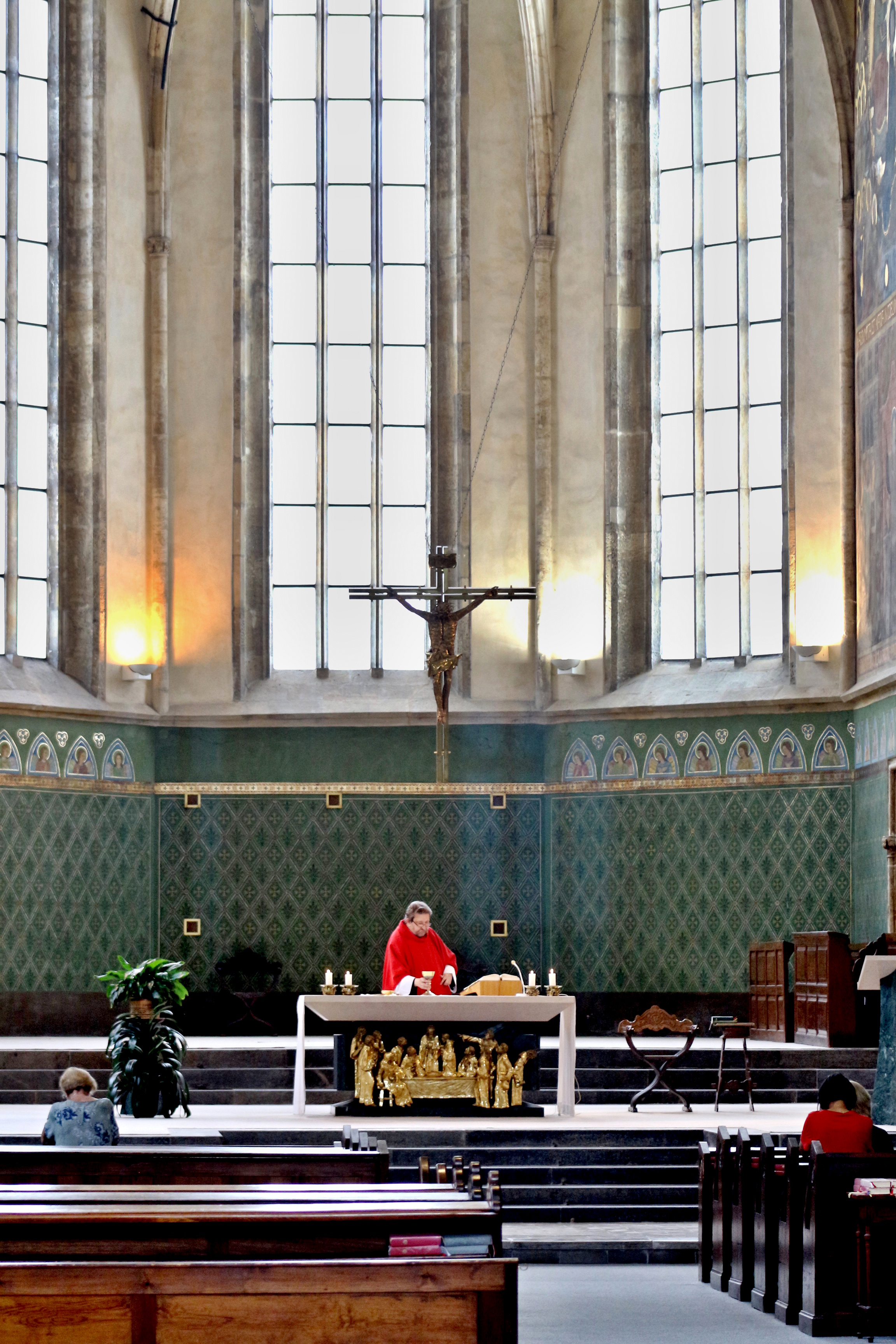
Interiér kostela
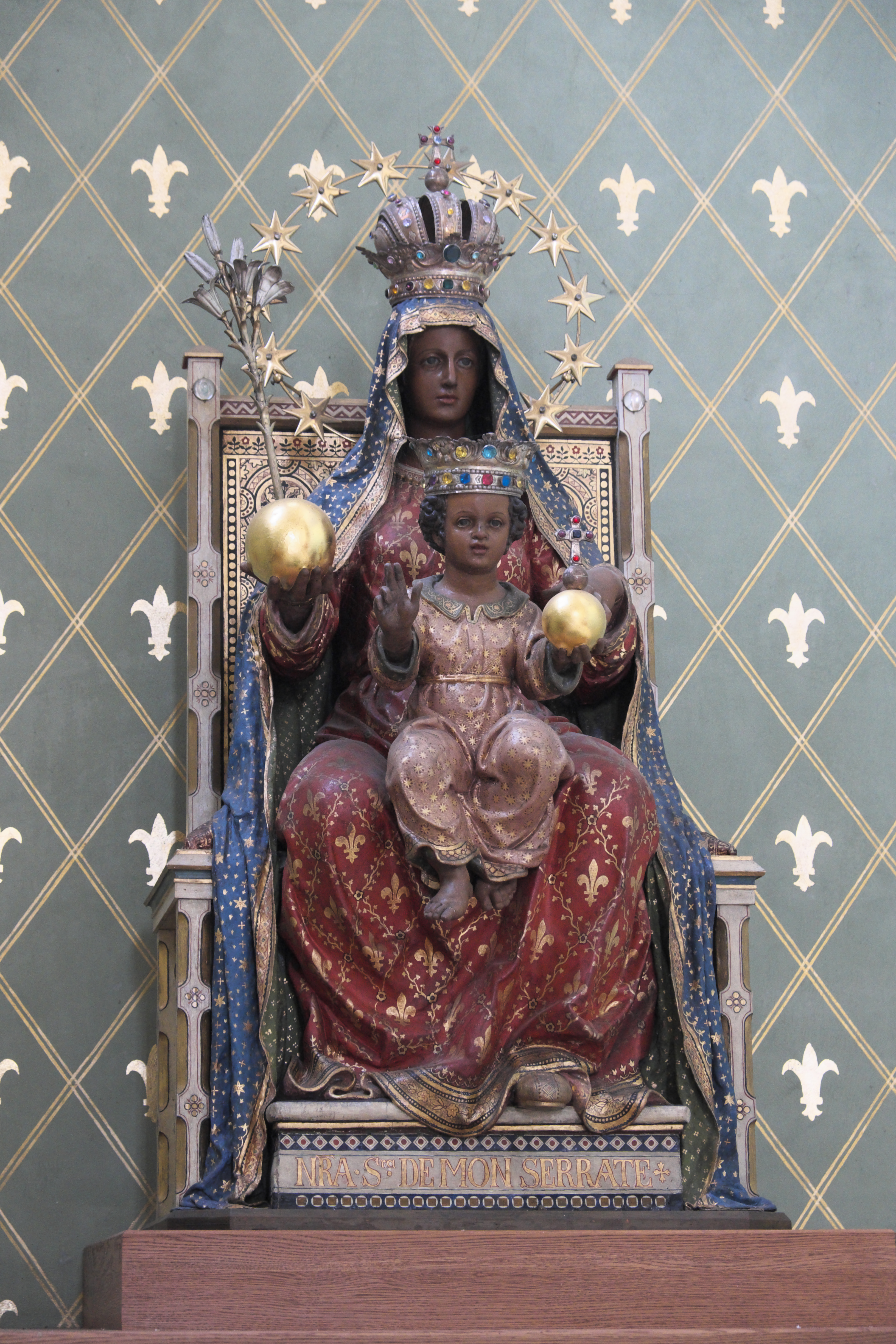
Socha Matky Boží Montserratské